# Divisió de Magadh
La divisió de Magadh és una entitat administrativa de Bihar, a l'Índia, creada el 18 de maig de 1981 per segregació de la divisió de Bhagalpur. Té la capital a Gaya. El 2005 estava integrada per quatre districtes:
- Districte de Gaya
- Districte de Jehanabad
- Districte de Aurangabad
- Districte de Nawadah